# Cercenasco
Cercenasco – miejscowość i gmina we Włoszech, w regionie Piemont, w prowincji Turyn.
Według danych na rok 2004 gminę zamieszkiwały 1774 osoby, 136,5 os./km².